# 悅誠廣場

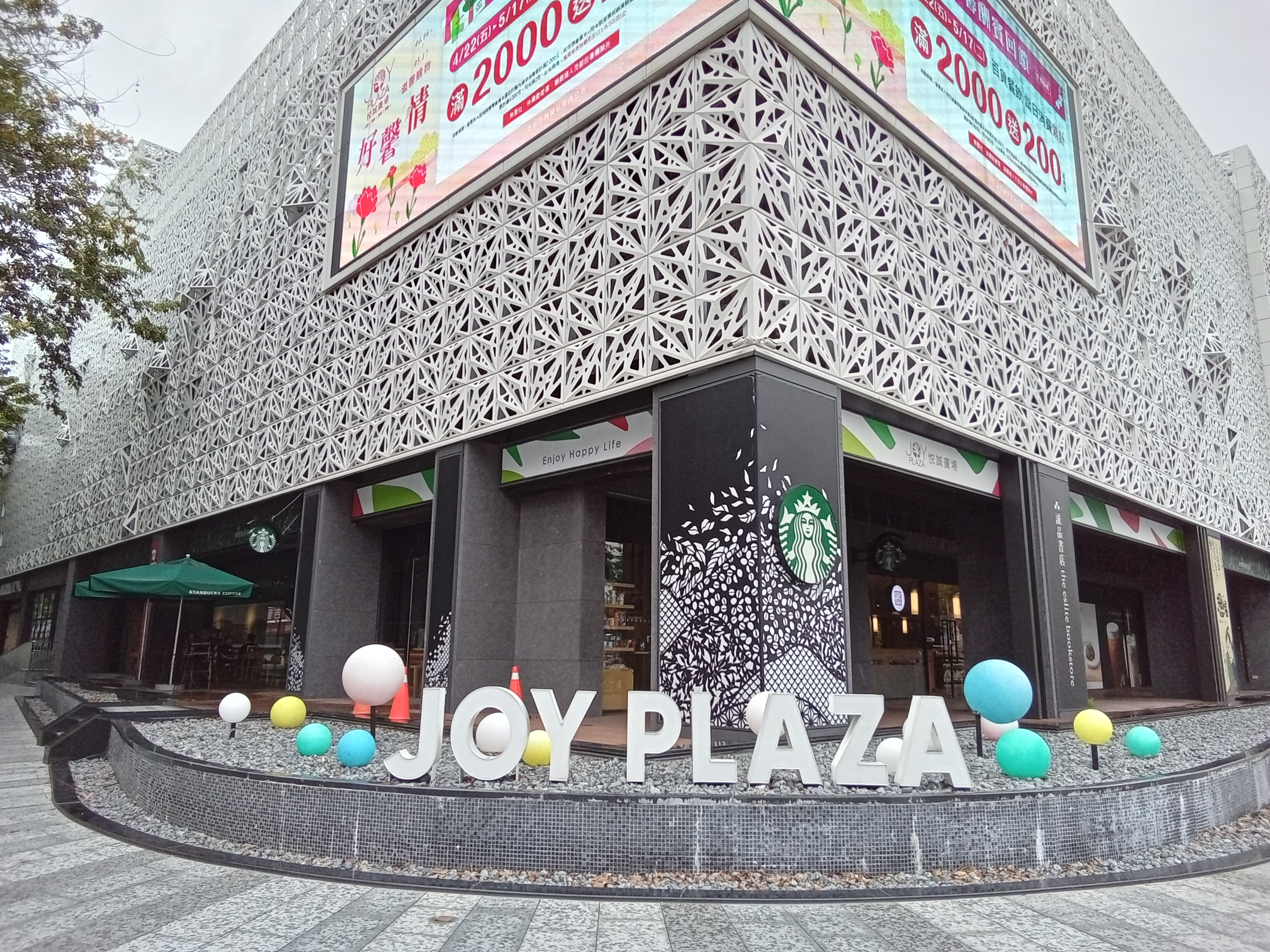
悦誠廣場

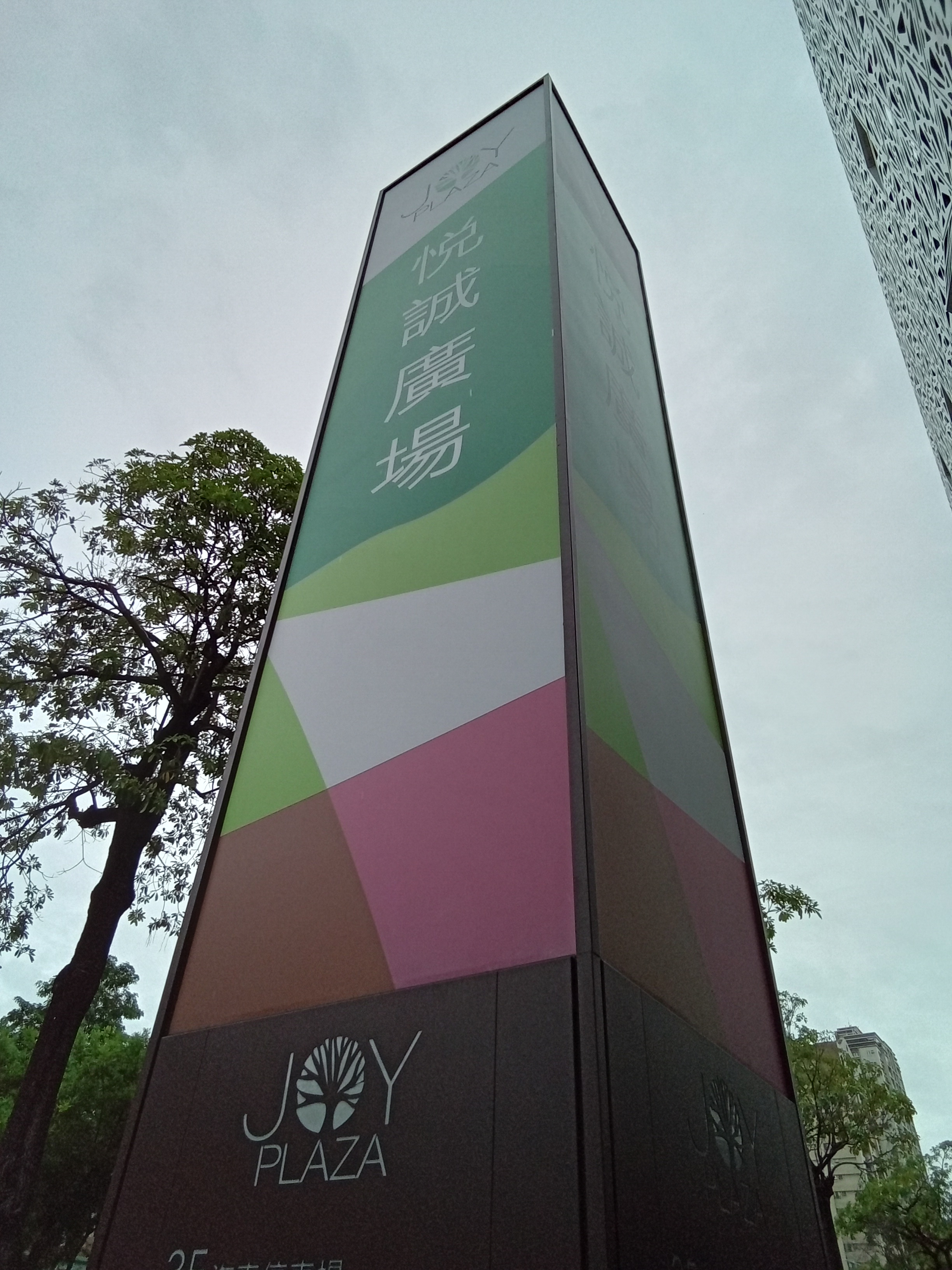
悦誠廣場LOGO長柱

悦誠廣場 （JOY PLAZA），是一間位於台灣高雄市三民區的社區型購物中心，2019年6月5日試營運，於7月3日正式開業。建築樓地板面積為11,880坪，商場樓地板面積約8,000坪（規模屬於中型購物中心），營業租賃面積約3,500坪，全館配置120間店舖，餐飲業種占比為40%，主力核心店有誠品生活／書店、玩具反斗城及各式主題餐廳，首年年營業額目標為15億元。 因受COVID-19疫情影響，營運狀況不佳，於2022年8月31日結束營業，商場目前已全數拆除。

## 歷史
- 2016年1月，興富發建設以每年4,500萬元的年租金與地主國產實業及東南水泥租下大統新世紀百貨原址，租期為15年。[3]
- 2017年11月，開始進行建物改建工程，共計斥資十億元，預計2018年第2~3季開業。[4]
- 2019年5月，開放申辦悅誠廣場會員卡ENJOY CARD。
- 2019年6月5日，悅誠廣場試營運；7月3日正式開業，並開設商場免費接駁專車（高雄市公車路線紅32C）。
- 2021年6月18日，受到COVID-19疫情影響，興富發集團悅誠廣場旗下自營餐飲品牌－豐悅匯日本料理BUFFET結束營業。[5]
- 2021年11月，興富發建設斥資23.5億元向地主之一的國產實業取得商場所在地的一半土地及建物，土地面積為2,026.95坪，建物面積為6,032.25坪。[6]
- 2022年8月31日，受到COVID-19疫情影響營運，悅誠廣場全館結束營業。[6]

## 建築及設施
商場外觀以白色花紋鋁板拼接出牆面外觀主體，其間並設置格狀植生牆，種植鵝掌藤與腎蕨等植物，以既有的行道樹綠蔭型塑出步行品質良好的戶外徒步區，並將靠民族一路側取名為悅誠大道，靠大順一路側取名為水畔大道。

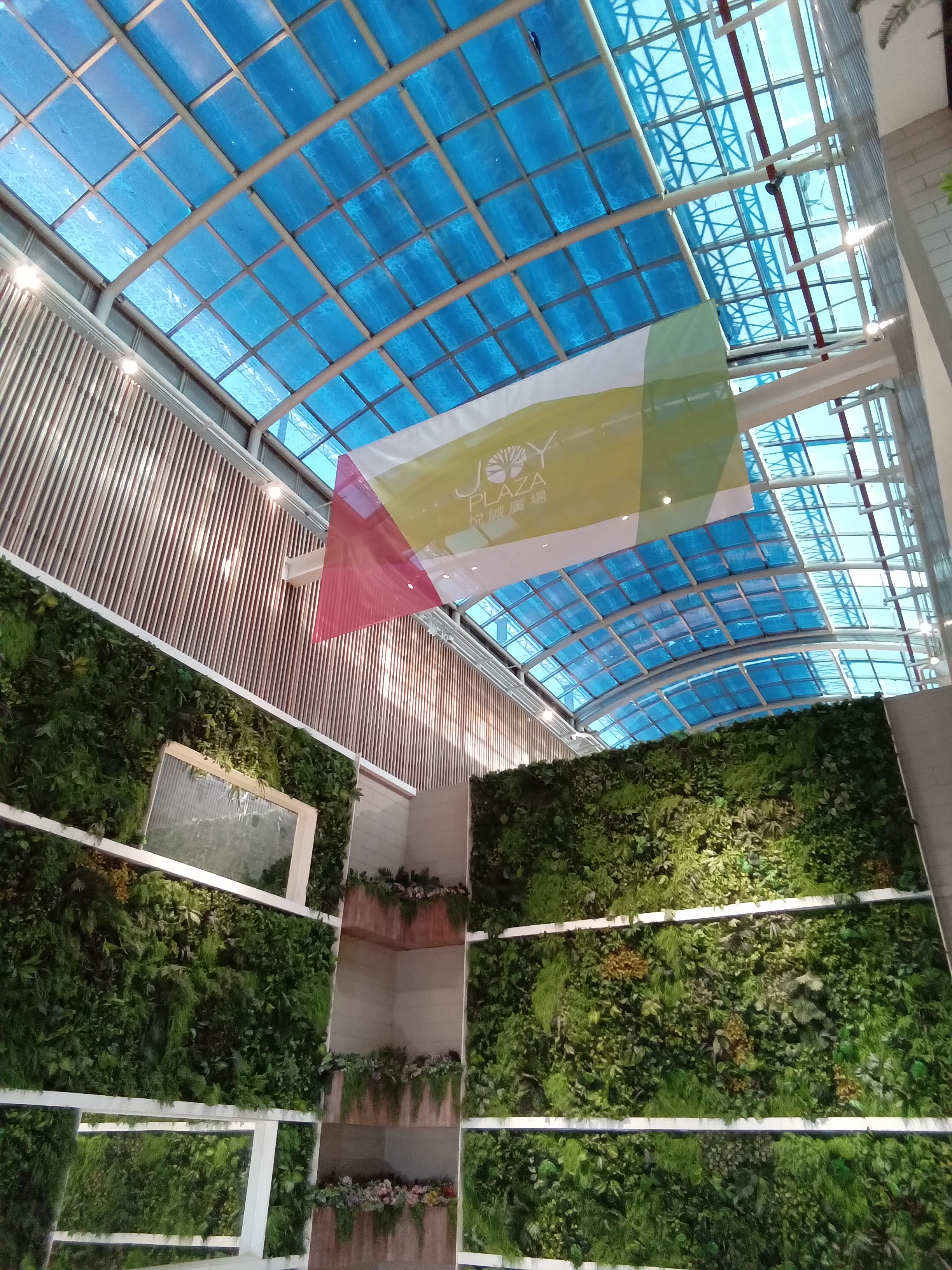
長達100米拱狀透明採光罩
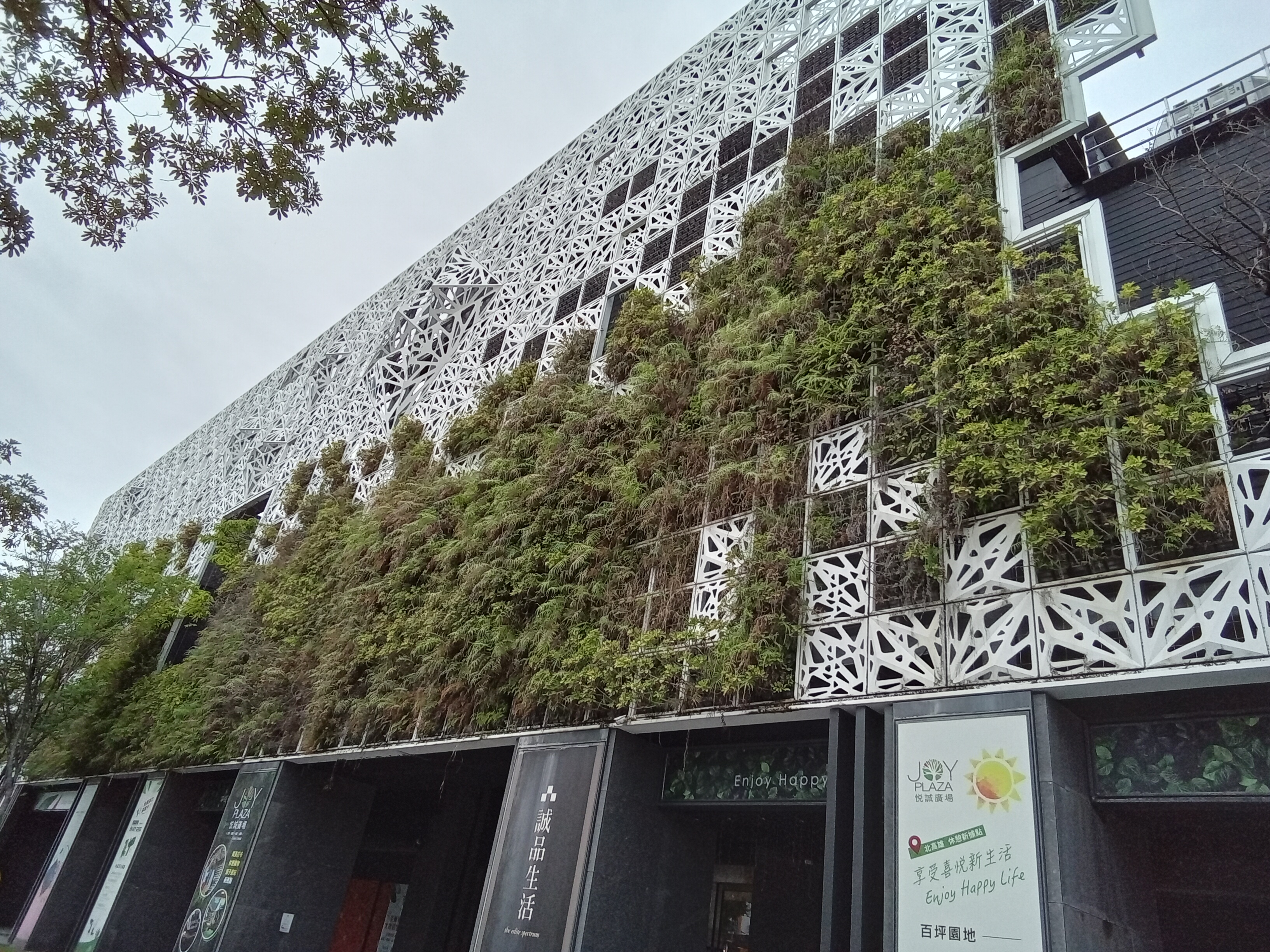
商場位於民族一路側的室外植生牆
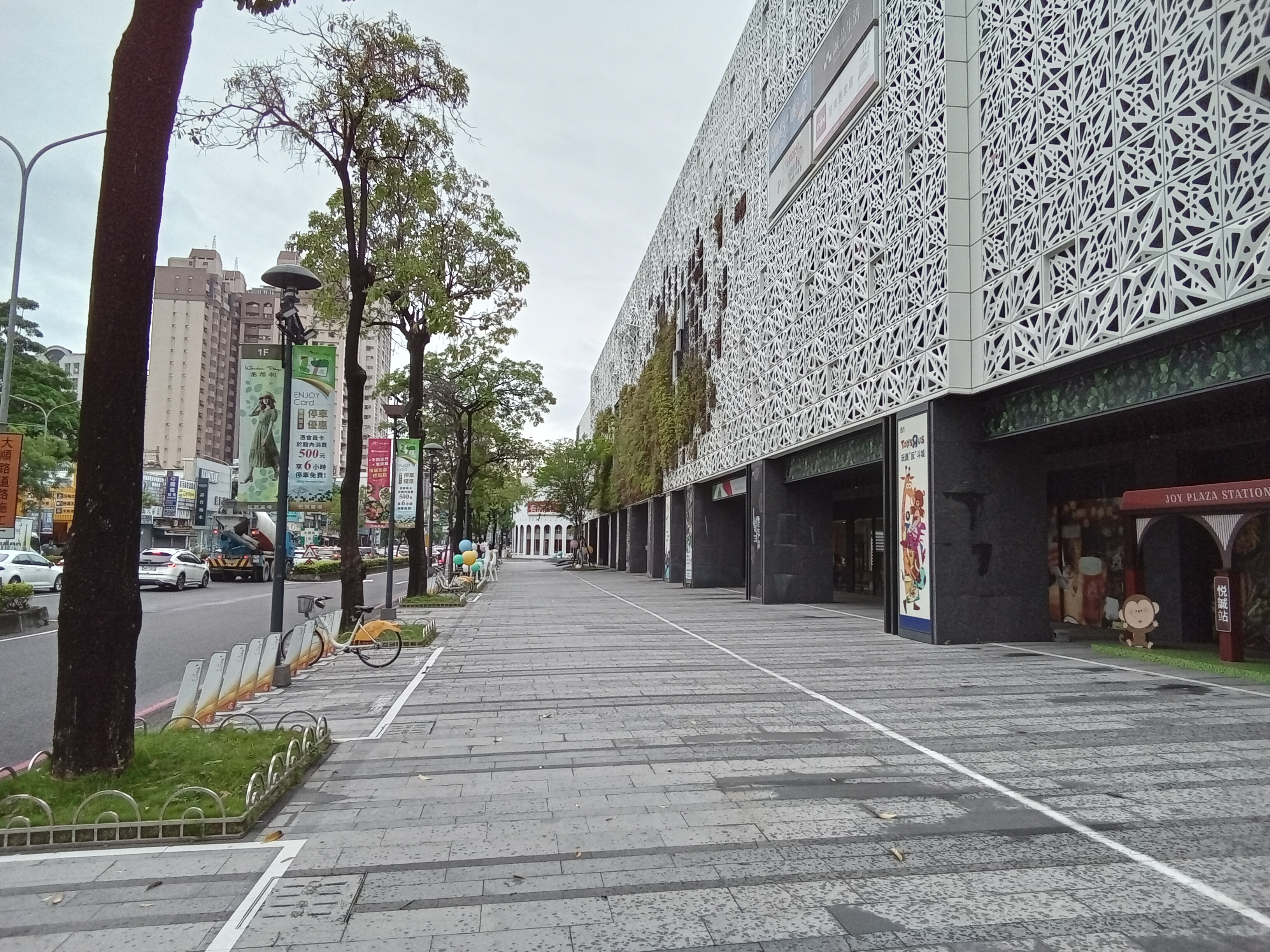
商場位於民族一路側的悅誠大道
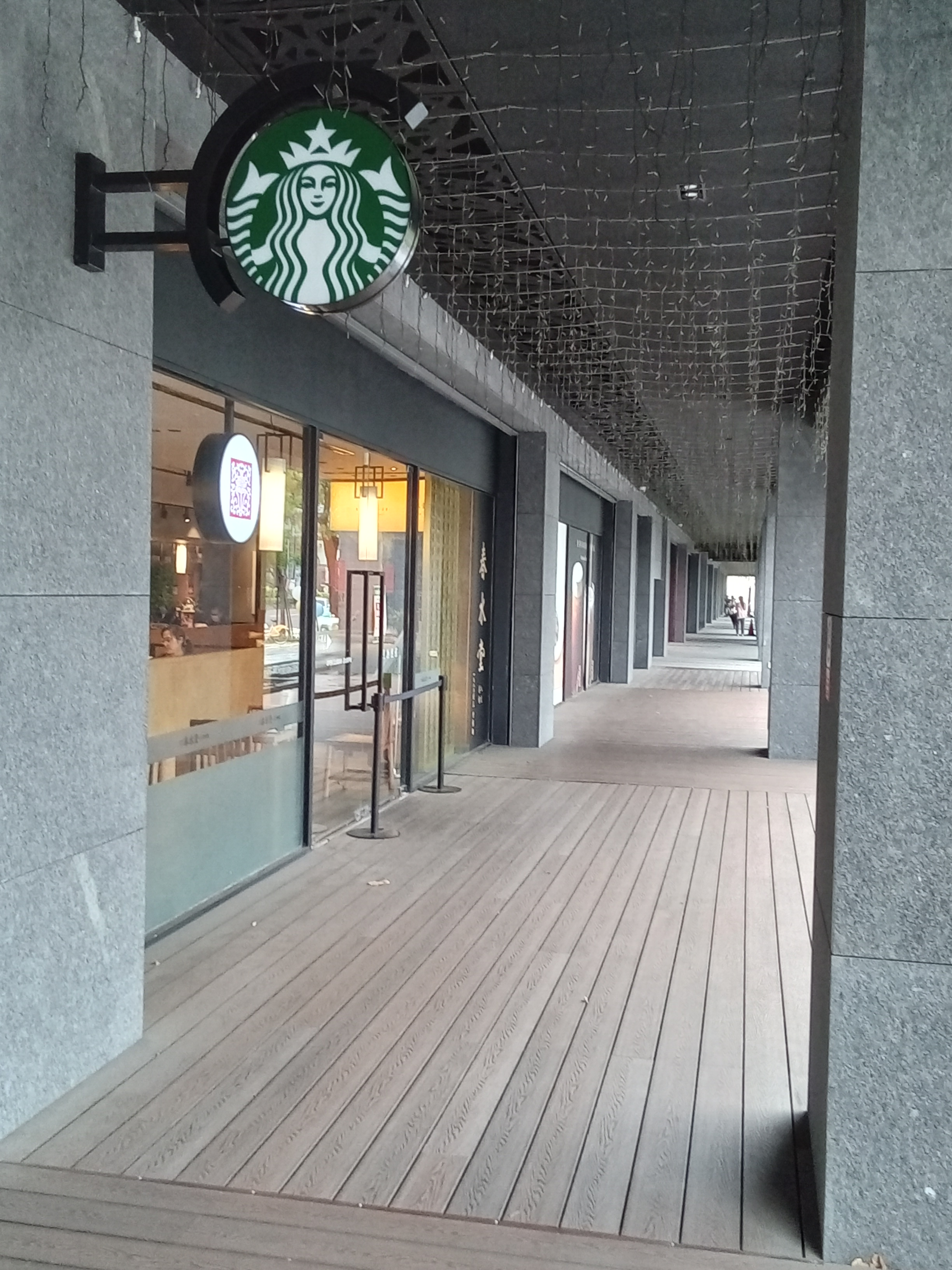
商場位於民族一路側的騎樓空間
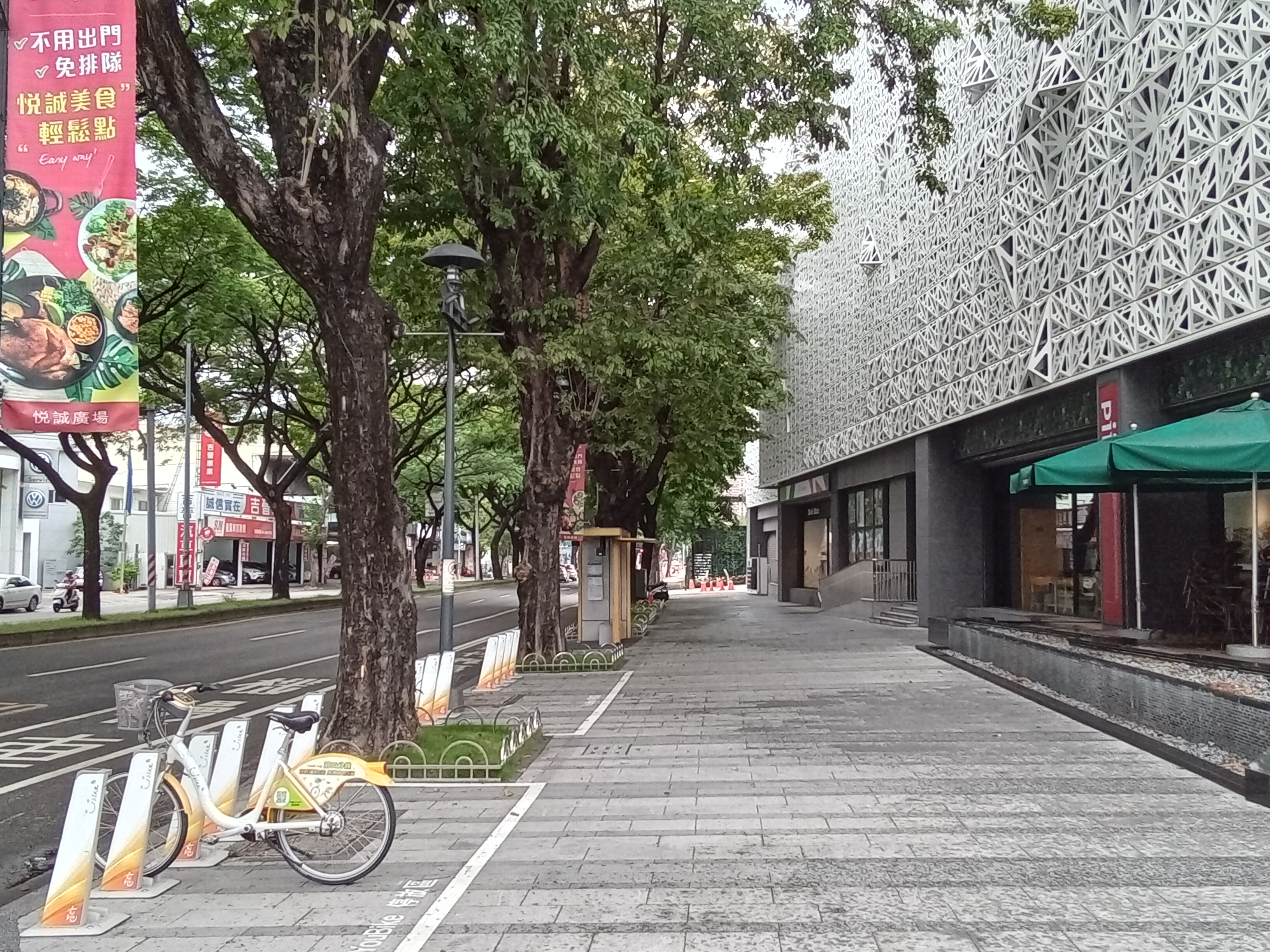
商場位於大順一路側的水畔大道
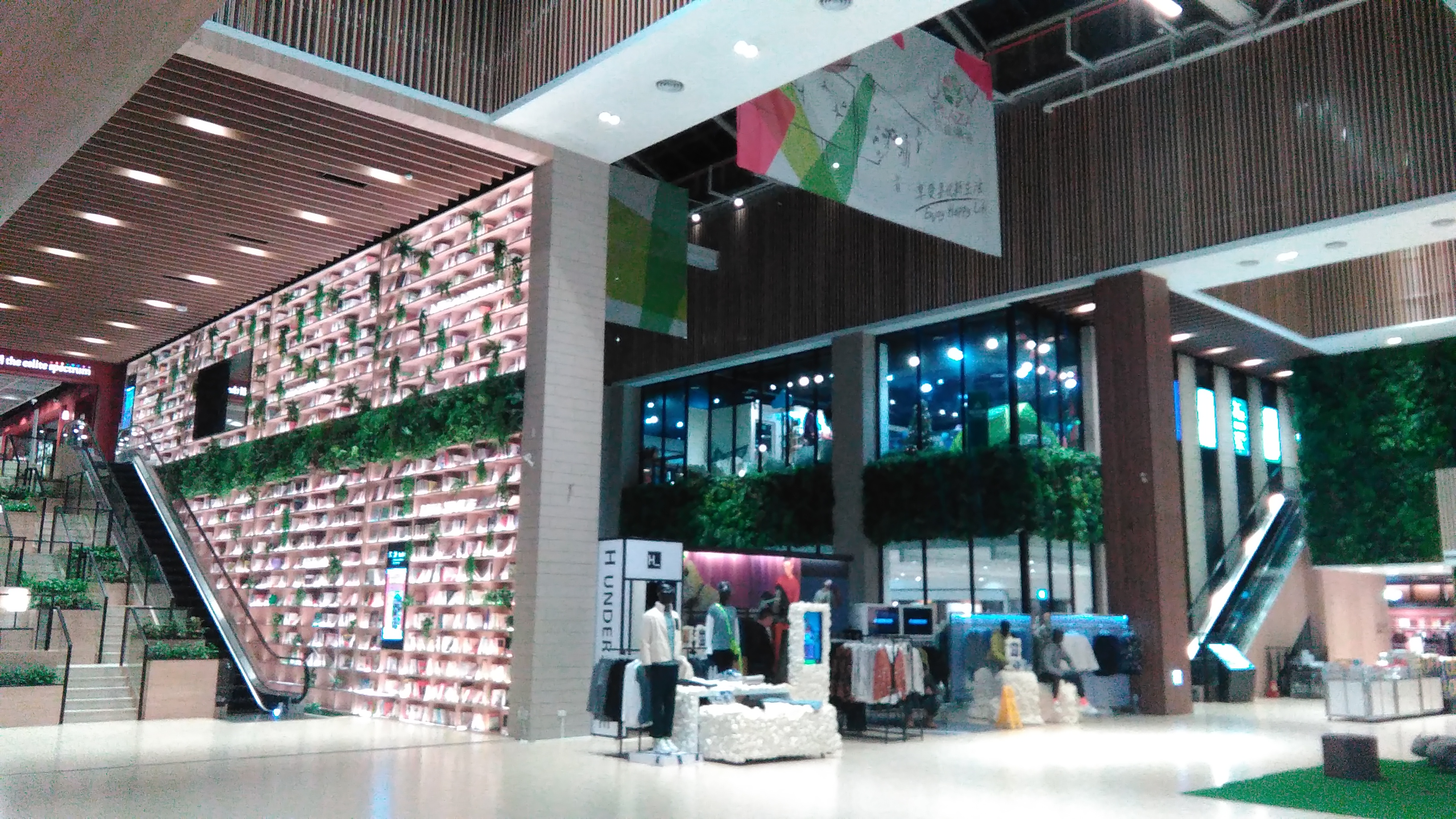
商場1F巨型書牆、晴天園地
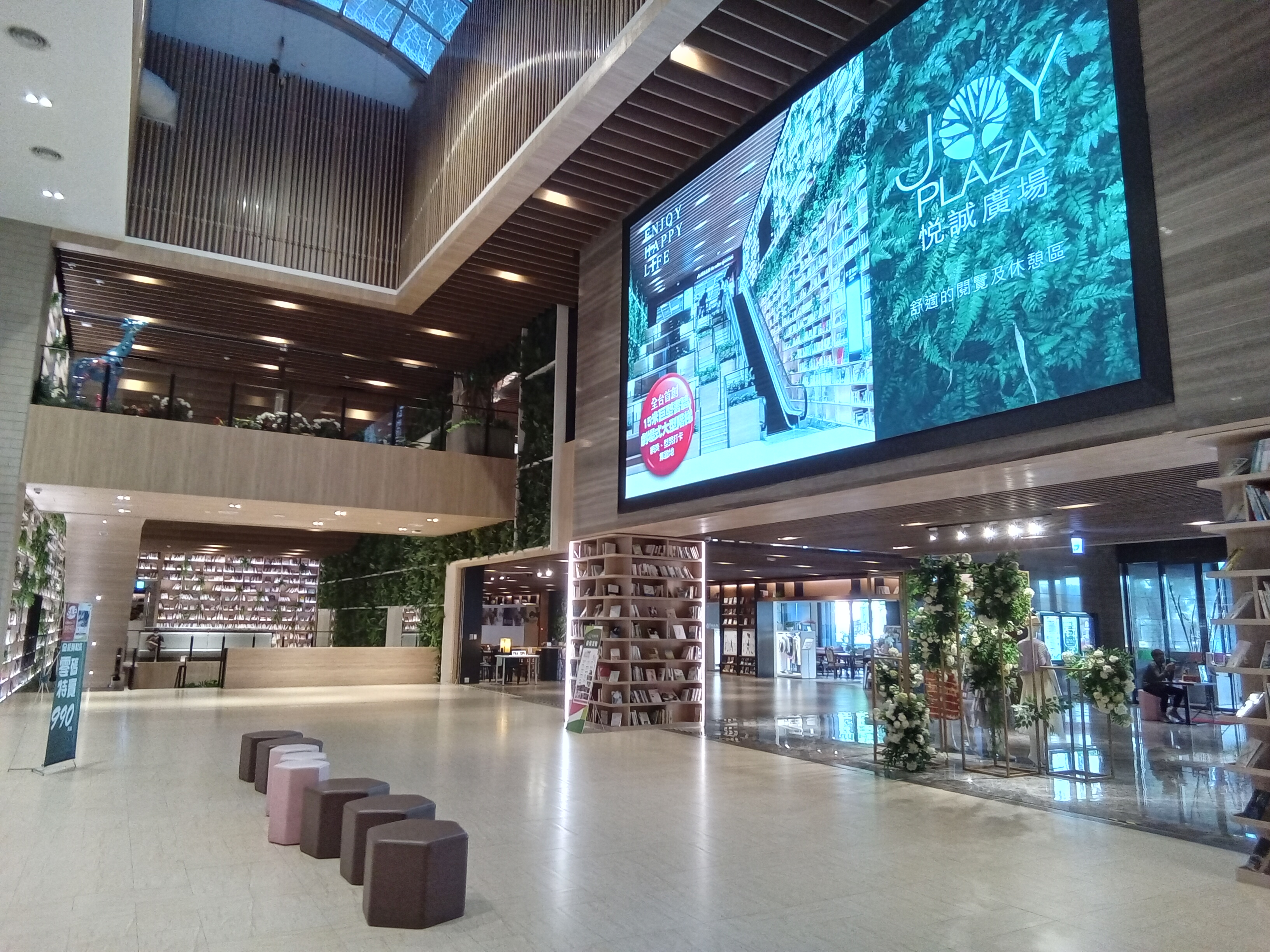
商場1F民族一路側的晴天園地

商場整體空間設計由日本團隊設計，以木造及植栽為主。民族一路側的門廳中庭，利用長達100米的拱狀透明採光罩引入自然光線，取名為晴天園地；手扶梯旁設有劇場式階梯休憩席位及15米高的巨型書牆，商場走道於多處手扶梯、兒童遊戲場旁設置小型書牆休憩區及兒童書籍休憩區，呈現濃厚的書香氣息，全棟商場計有4萬本書籍可供館內閱讀。由於室內空間陽光無法照射，因此閱讀休憩區域是以仿真植生牆設置，為少數大量採用天然植生牆與仿真植生牆併用的公共建築空間。設計團隊兼顧綠色環保的目標，同時也考慮到維護問題，植生牆的設置與維護是採用台灣本土廠商寶銳企業研發的技術。

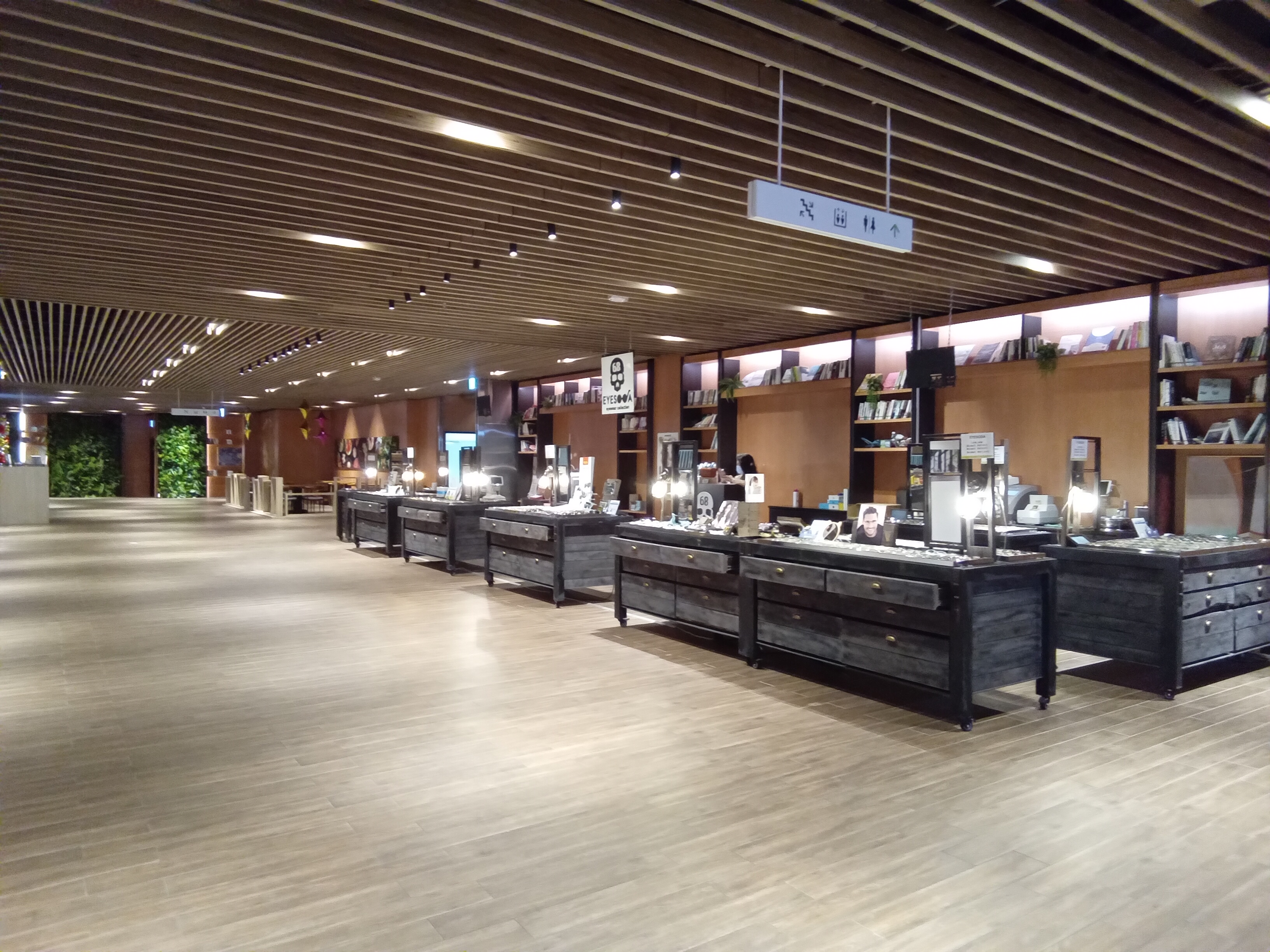
商場2F 悅森活
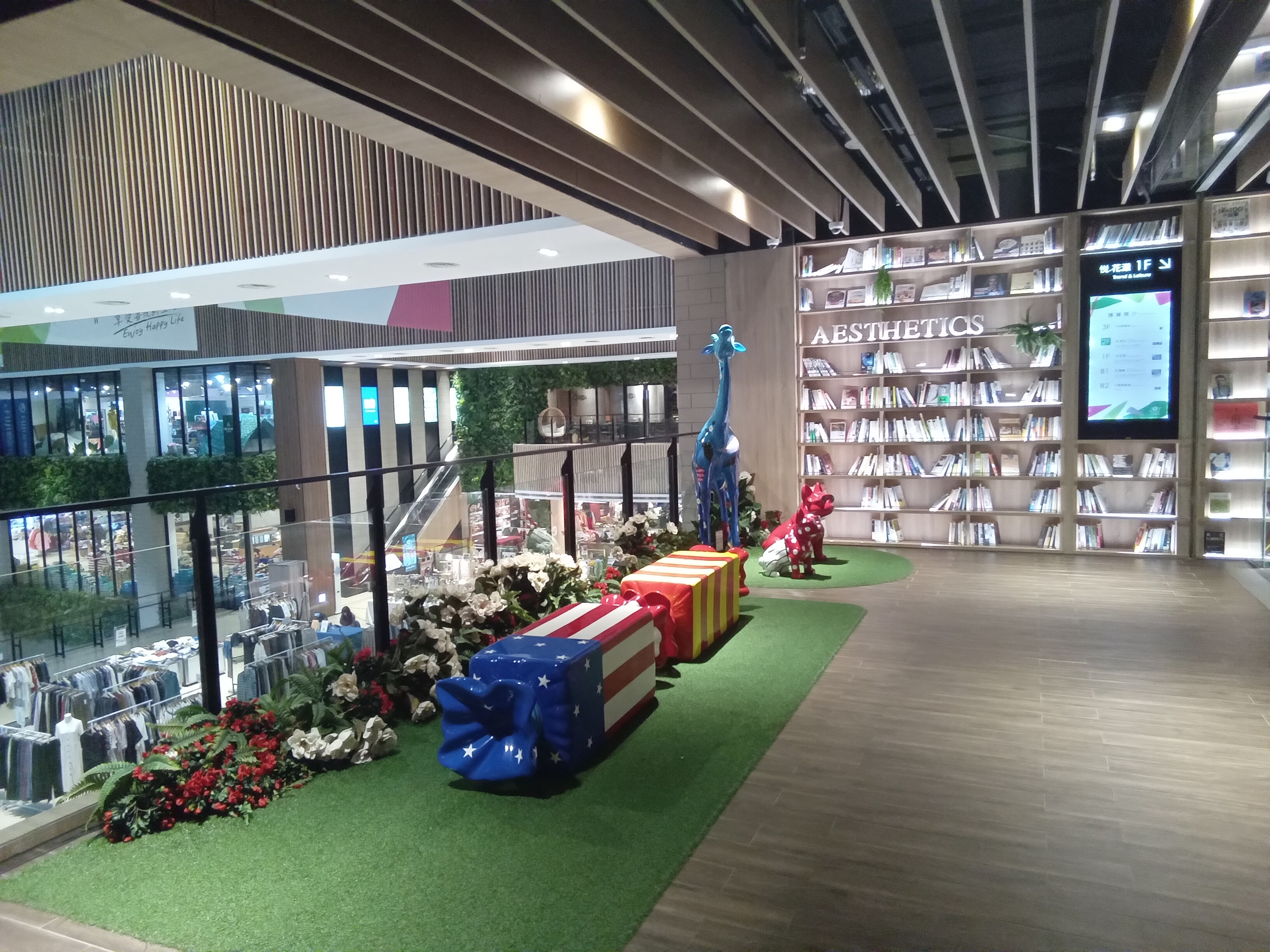
商場2F裝置藝術與小型書牆
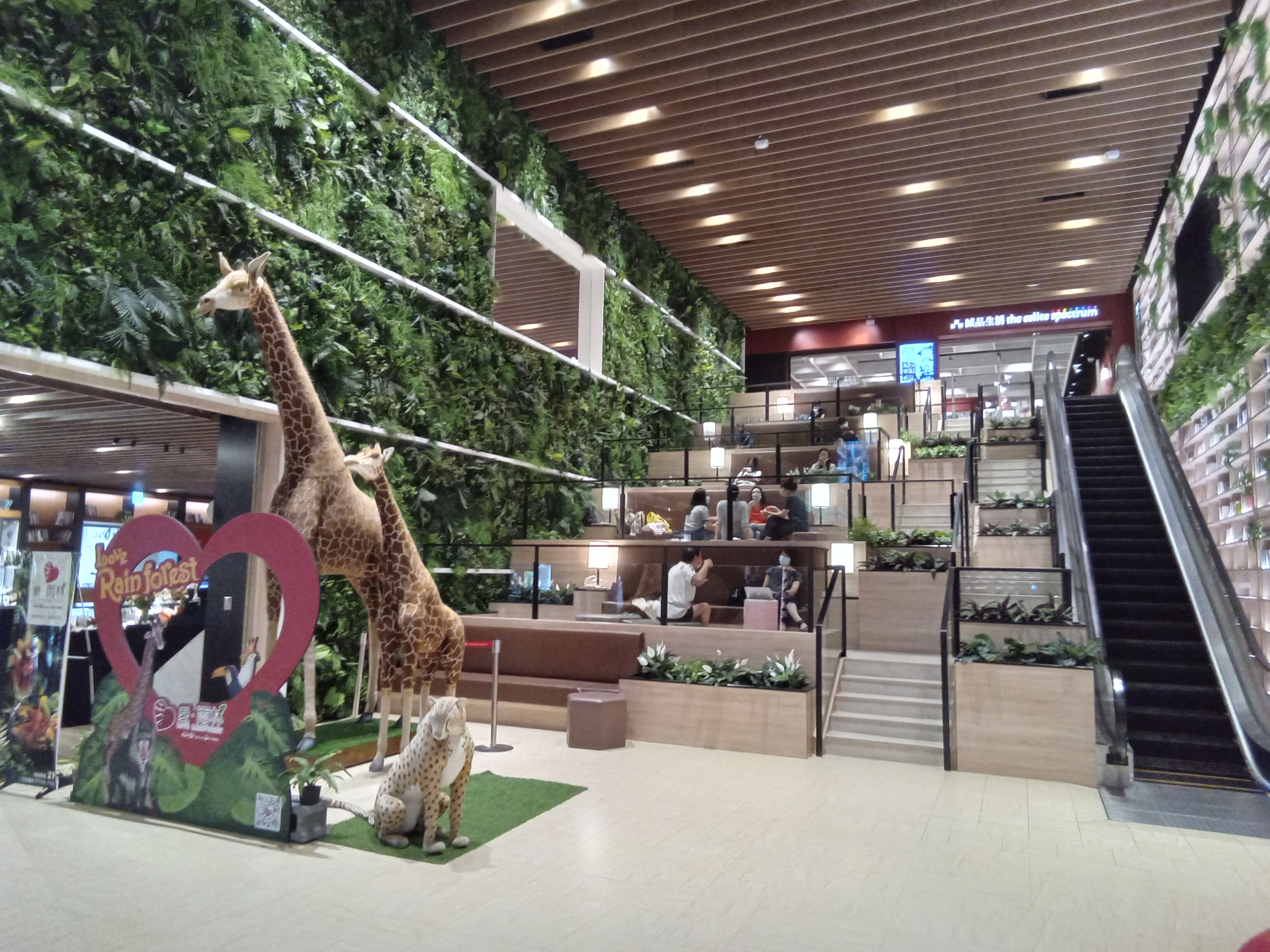
商場1F&2F書牆與休憩區
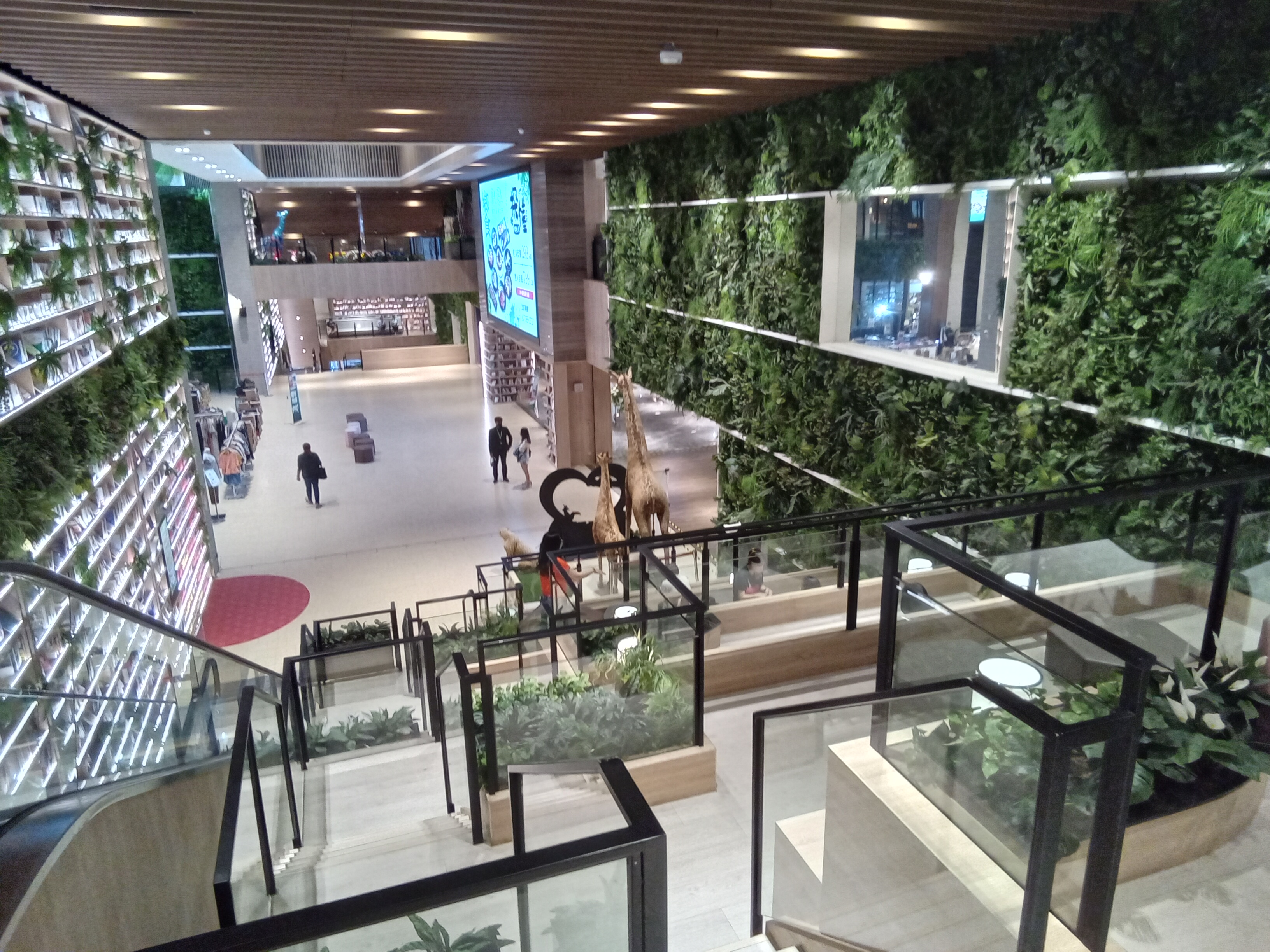
商場1F&2F書牆與休憩區
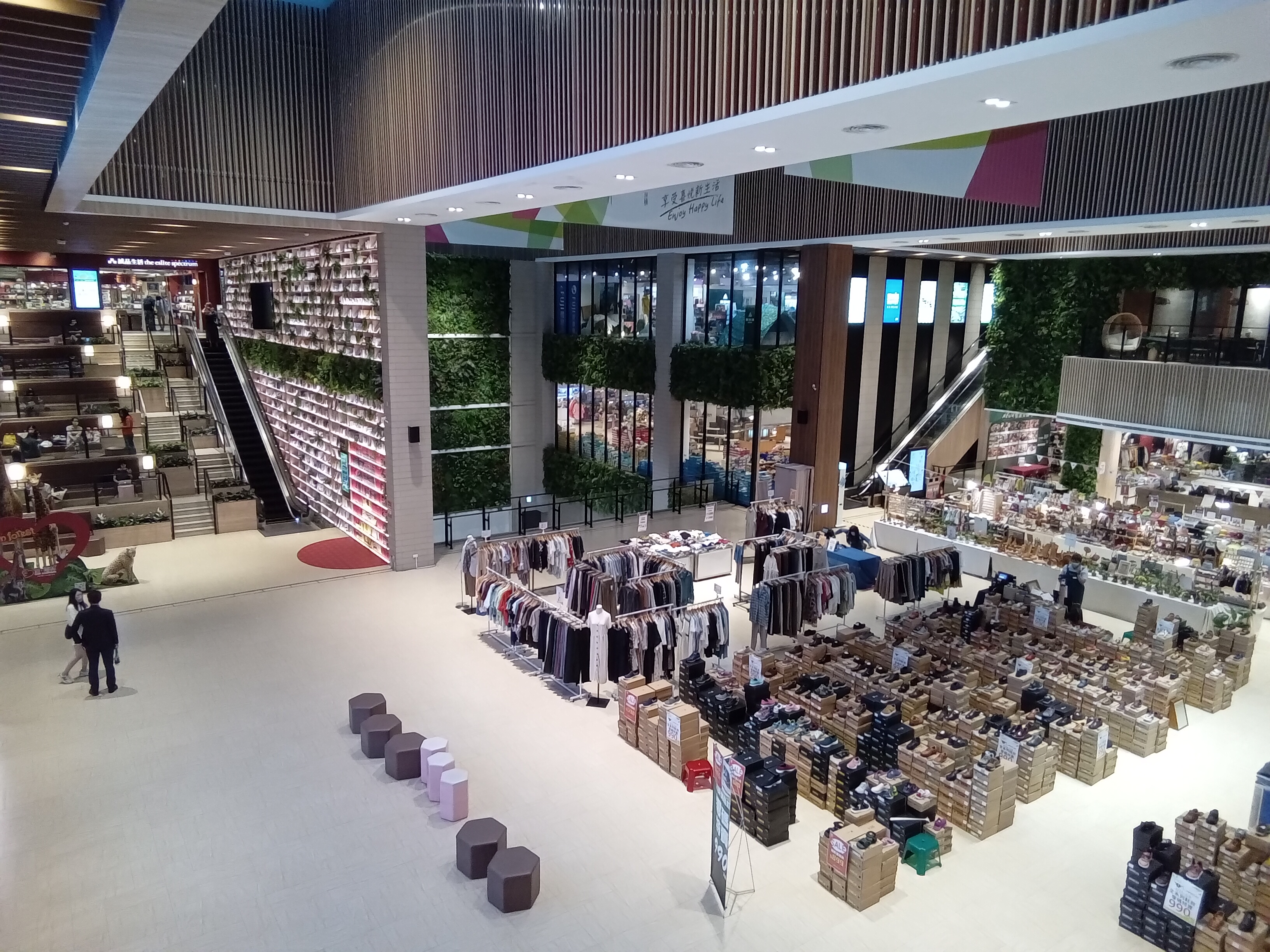
商場1F晴天園地
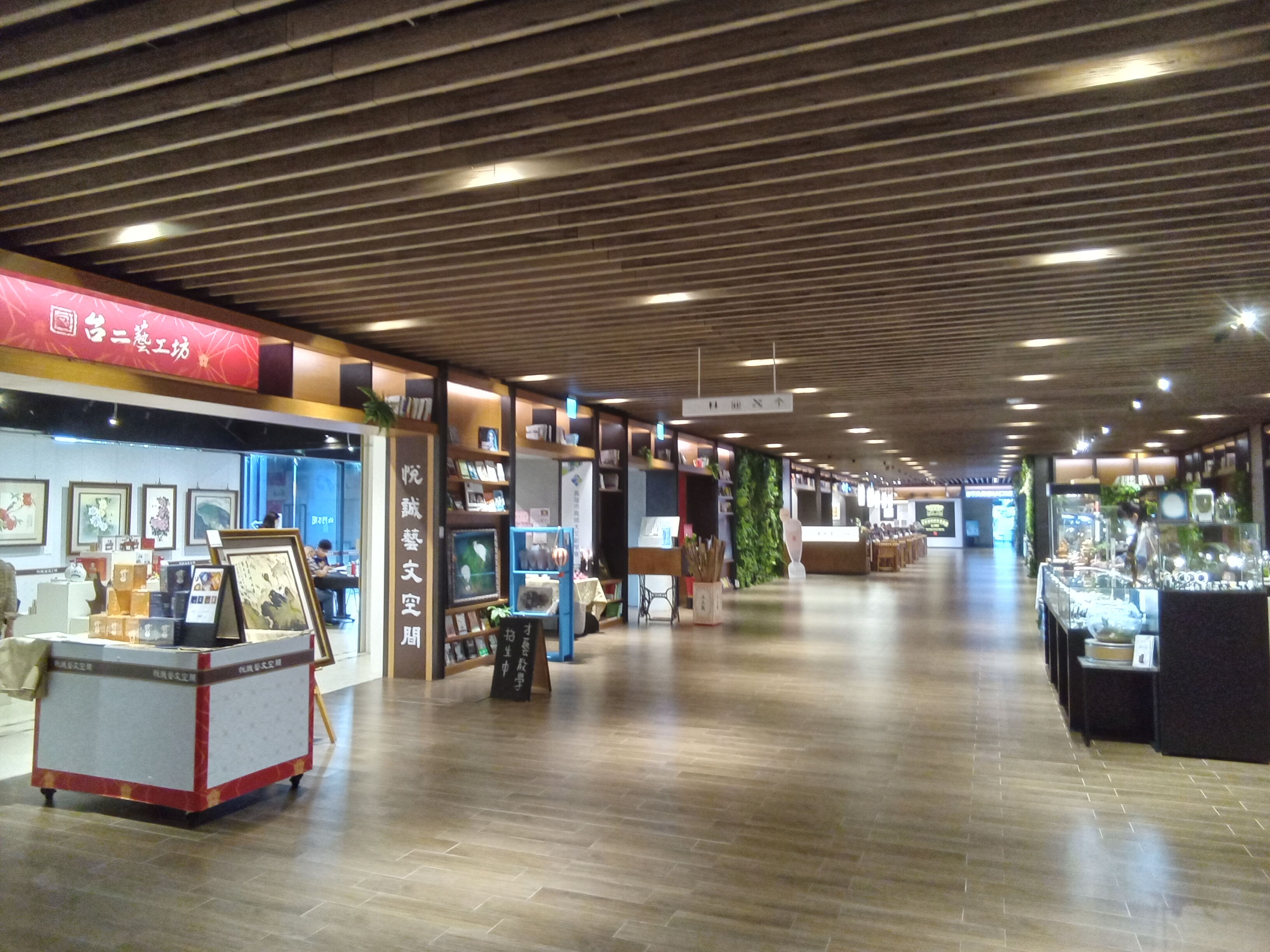
商場1F 悅花漾
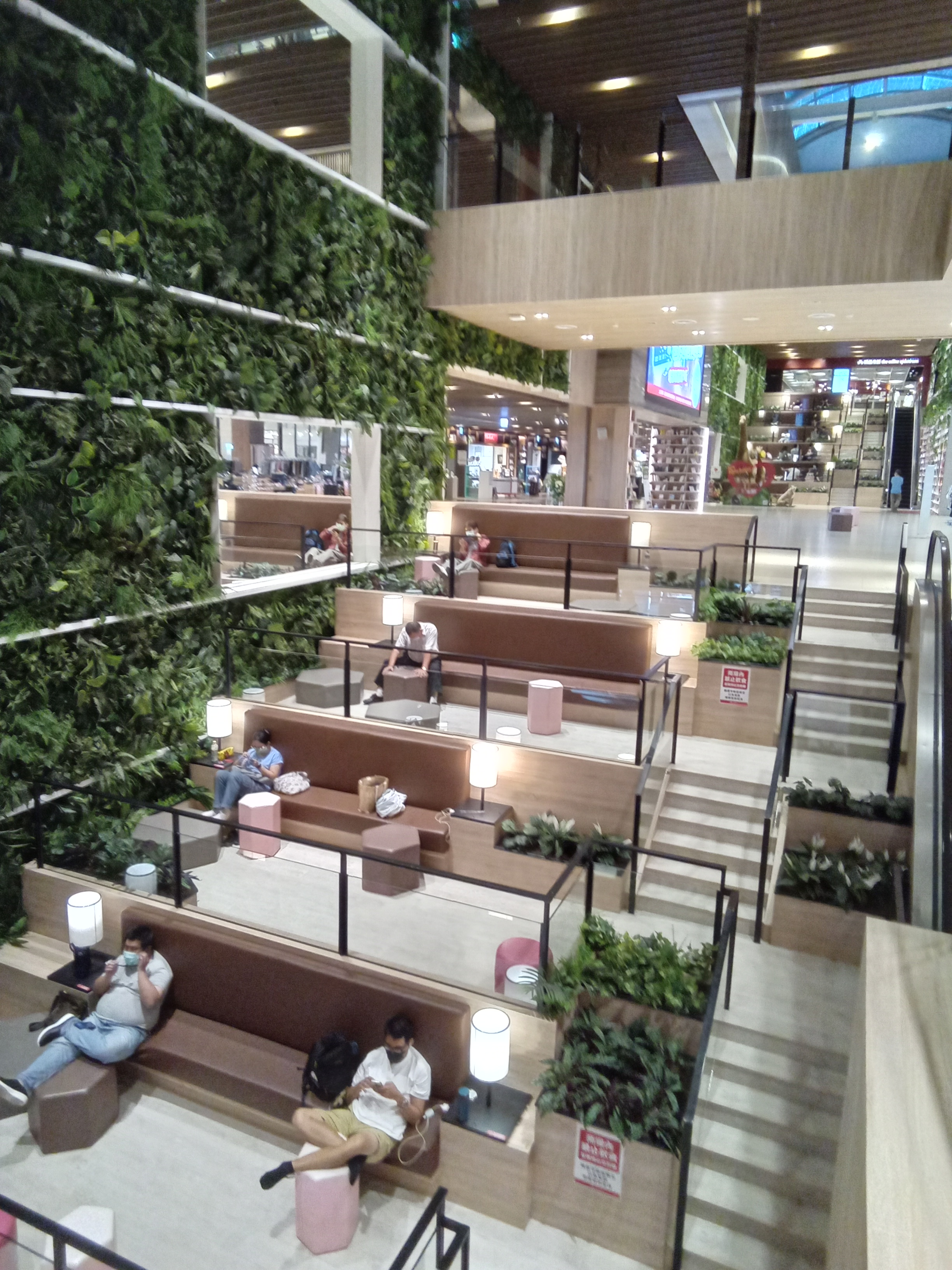
商場B1層&1F書牆與休憩區
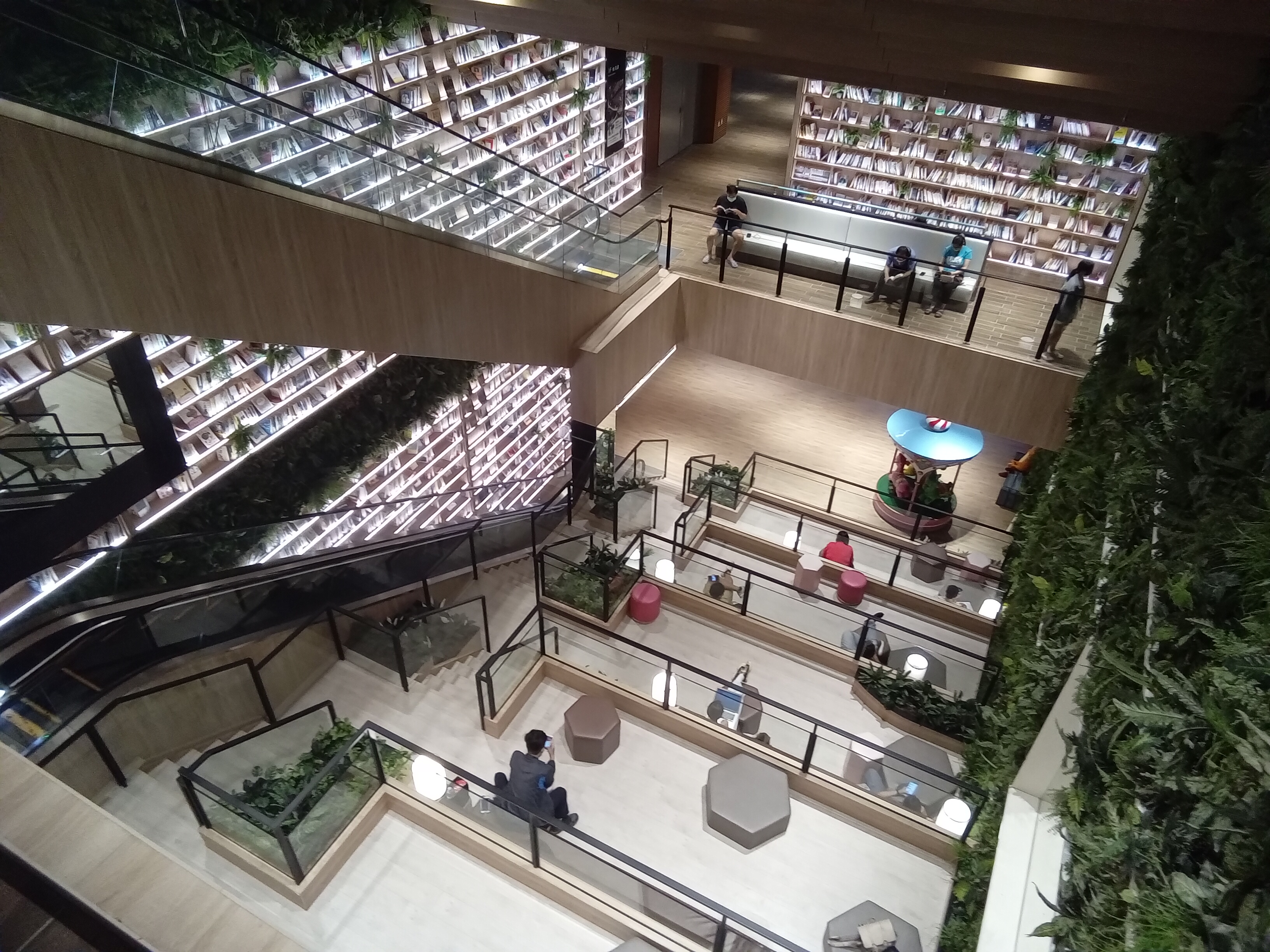
商場B1層&1F書牆與休憩區
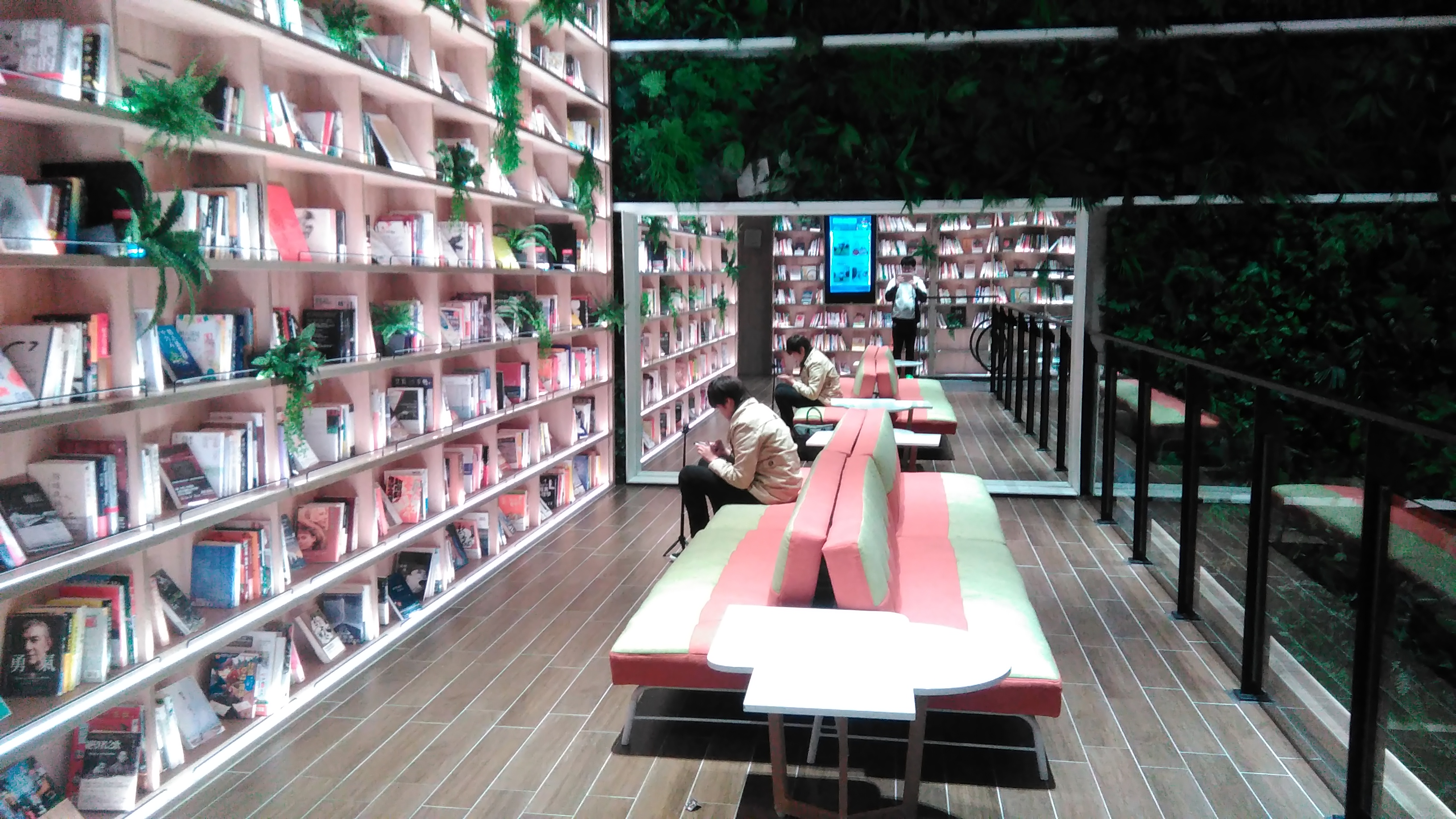
商場1F小型書牆休憩區
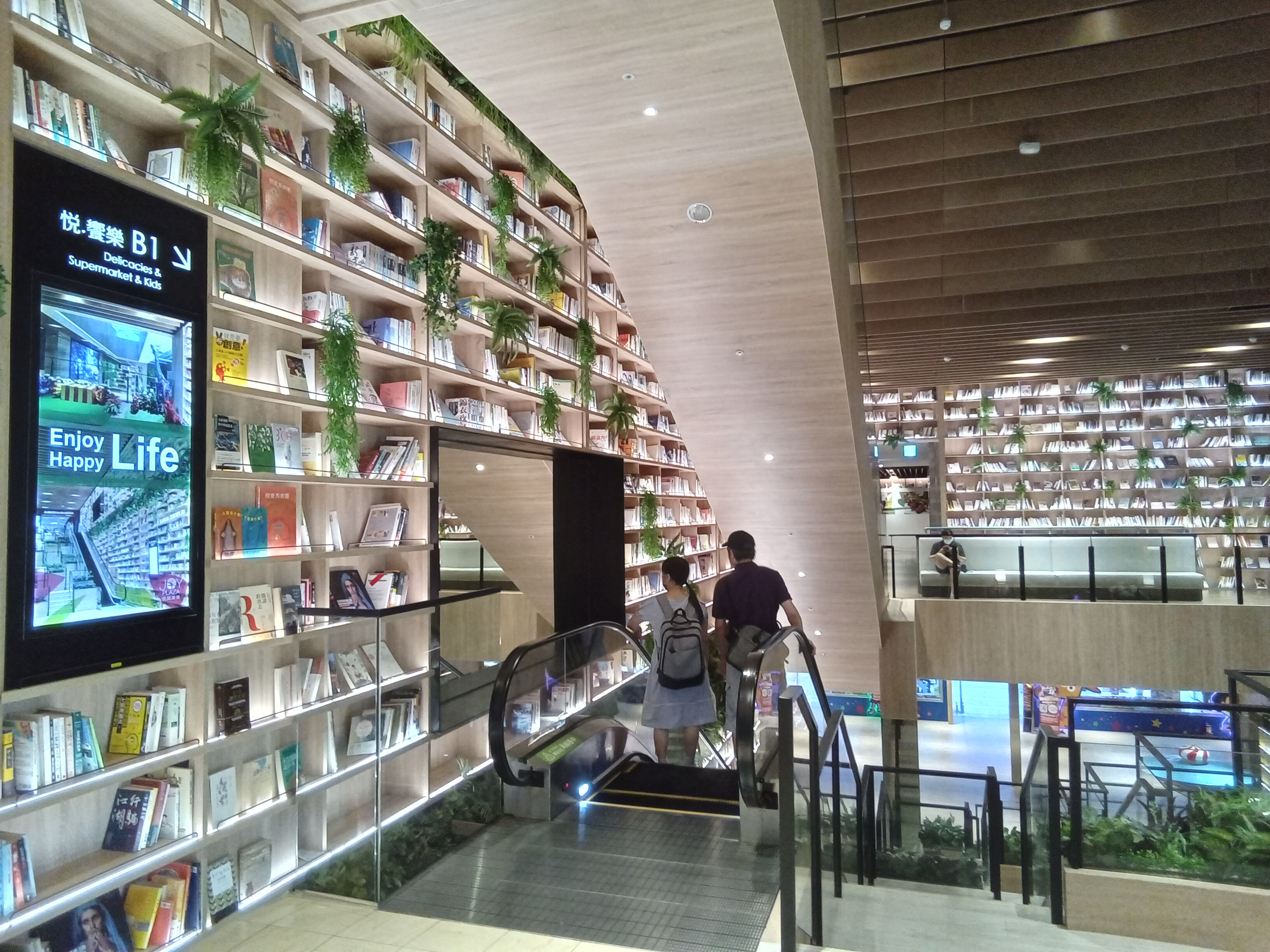
商場1F到B1層的手扶梯與書牆
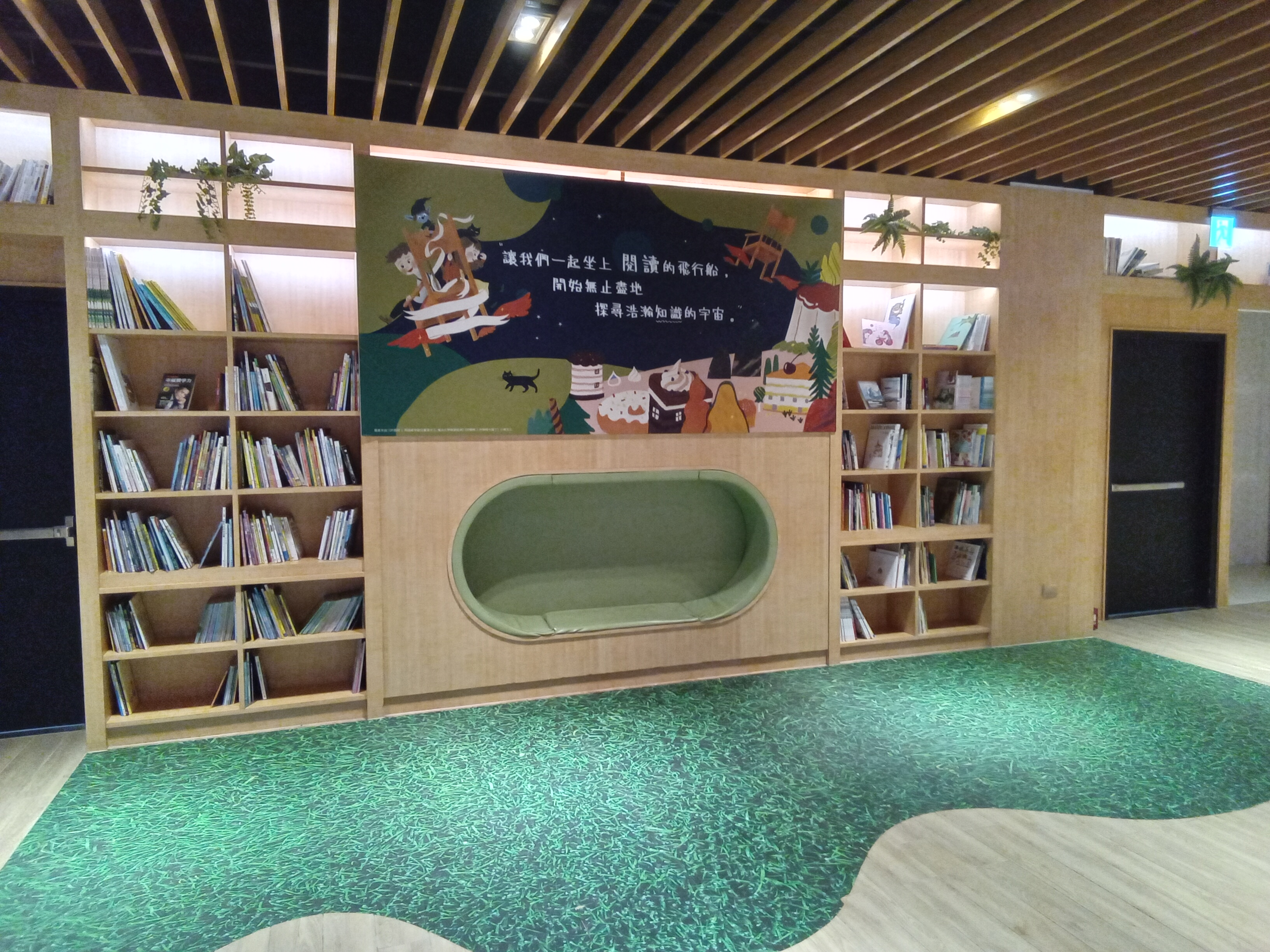
商場B1層兒童書籍休憩區
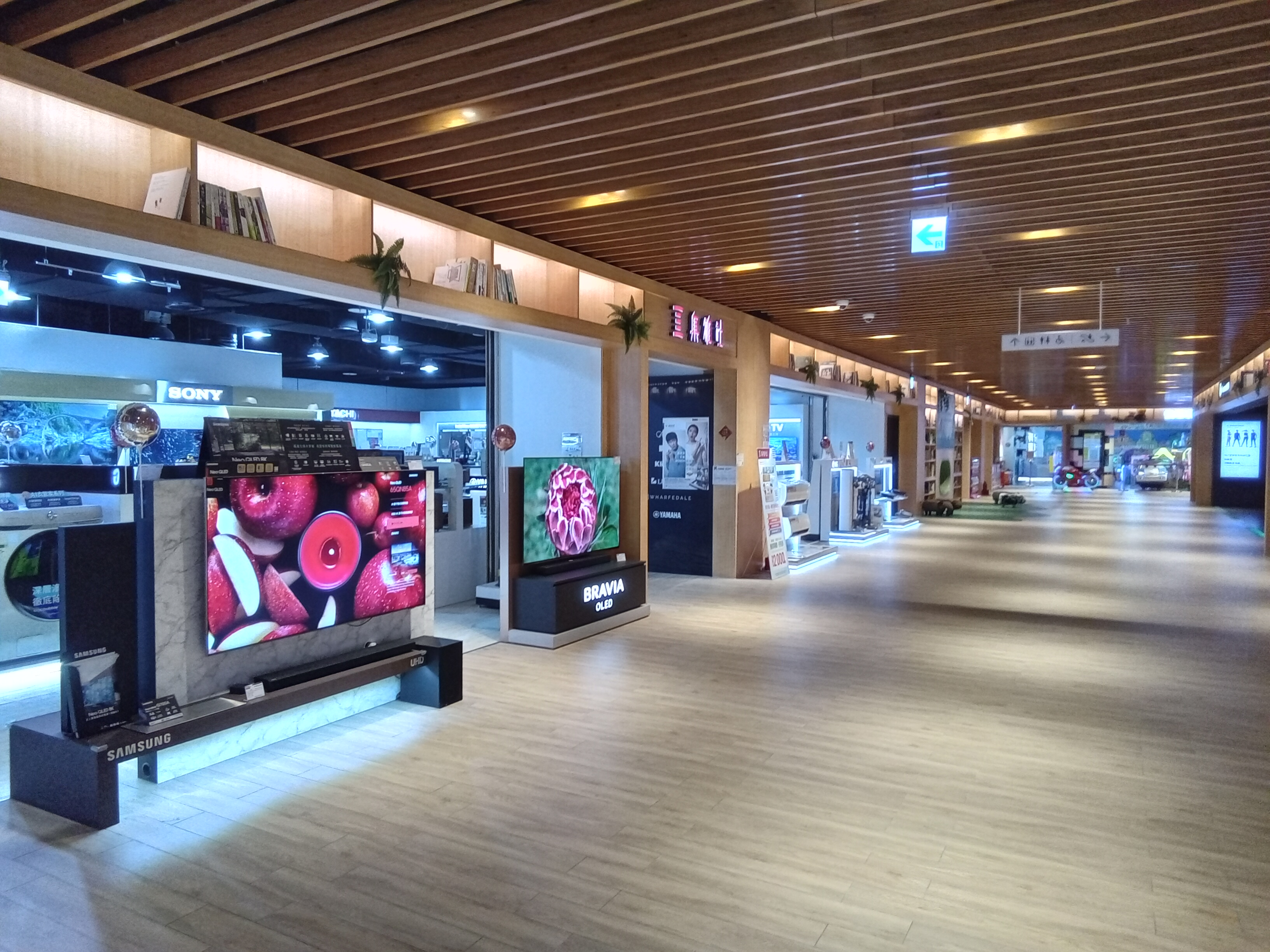
商場B1層 悅饗樂
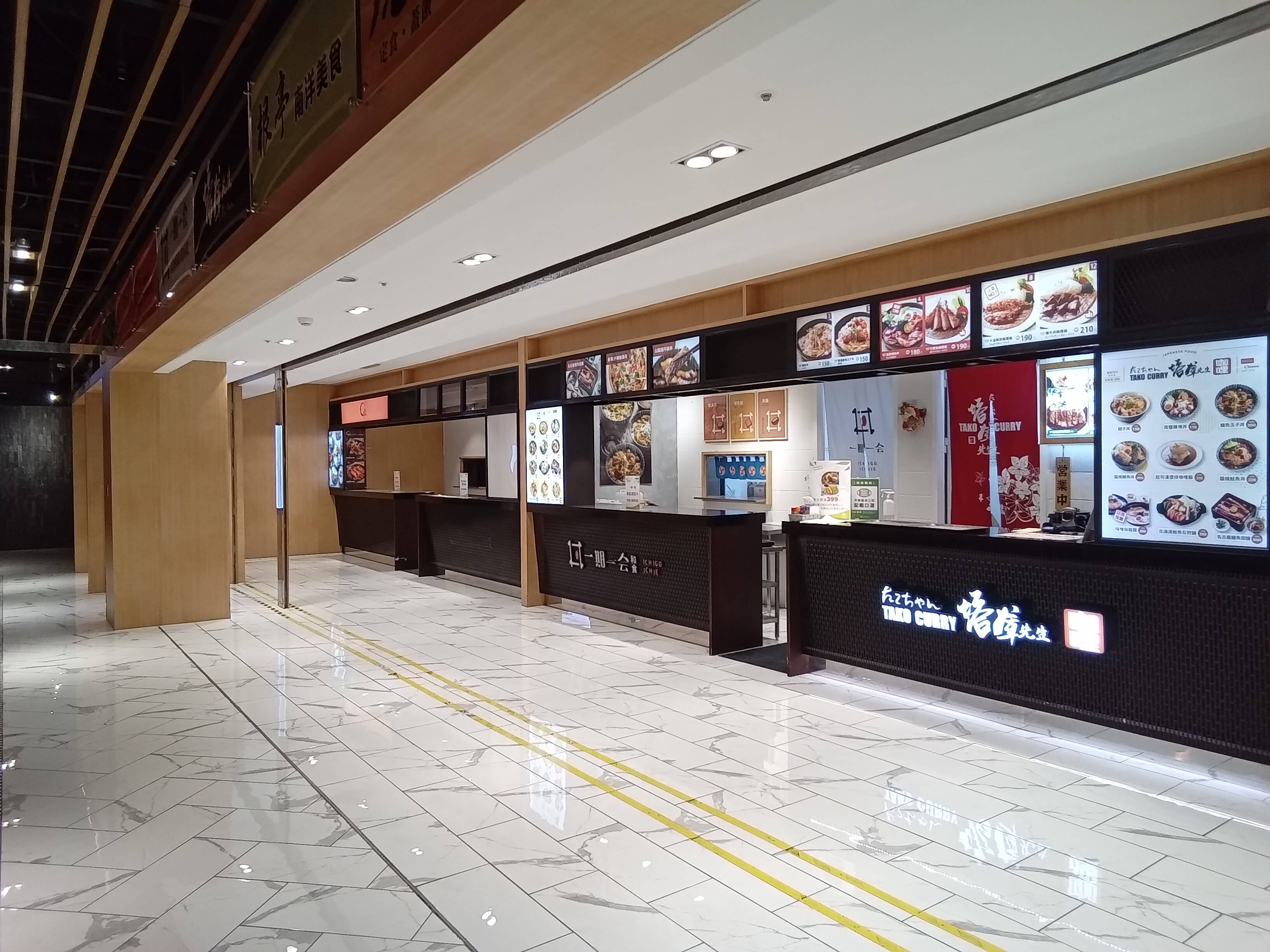
商場B1層 美食廣場

## 樓層簡介
| 樓層 | 定位   | 用途 |
| ---- | ------ | --- |
| 3F   | 停車場 | 汽車停車場 |
| 2F   | 悅森活 | 專門店（誠品生活／書店）、戶外休閒服飾、配件、主題餐廳、輕食咖啡                                               |
| 1F   | 悅花漾 | 女裝、配件內著、運動休閒服飾、咖啡輕食、機車停車場                                                             |
| B1   | 悅饗樂 | 專門店（悅誠超市、集雅社、玩具反斗城、快樂爬爬客）、休閒服飾、兒童商品、家庭用品、廚藝教室、生活雜貨、美食廣場 |
| B2   | 停車場 | 汽車停車場 |

## 爭議
2019年6月初，悅誠廣場甫試營運，商場位於民族路側，寬敞的戶外徒步區－悅誠大道，隨即由一整排的機車所佔據，卻不見商場方面有引導機車停放至出入口位於大順一路的機車停車場的動作。

## 交通資訊

### 公車
站牌名為《大順民族路口》、《民族大順路口》
| 編號                | 經營業者   | 區間                                 | 備註                           |
| ------------------- | ---------- | ------------------------------------ | ------------------------------ |
| 0北                 | 漢程客運   | 金獅湖站－金獅湖站                   | 停靠《大順民族路口(悅誠廣場)》 |
| 0南                 | 漢程客運   | 金獅湖站－金獅湖站                   | 停靠《大順民族路口(悅誠廣場)》 |
| 28                  | 南台灣客運 | 加昌站－高雄火車站                   | 停靠《民族大順路口》           |
| 72A                 | 漢程客運   | 金獅湖站－中正高工                   | 停靠《民族大順路口》           |
| 72B                 | 漢程客運   | 金獅湖站－正勤社區                   | 停靠《民族大順路口》           |
| 民族幹線（90）      | 南台灣客運 | 高鐵左營站－捷運三多商圈站           | 停靠《民族大順路口》           |
| 168東               | 漢程客運   | 金獅湖站－金獅湖站                   | 停靠《大順民族路口(悅誠廣場)》 |
| 168西               | 漢程客運   | 金獅湖站－金獅湖站                   | 停靠《大順民族路口(悅誠廣場)》 |
| 8023                | 高雄客運   | 高雄站（南華站）－旗山北站           | 停靠《民族大順路口》           |
| 8040                | 高雄客運   | 高雄站（南華站）－岡山區公所         | 停靠《民族大順路口》           |
| 8041B               | 高雄客運   | 鳳山站－岡山車站                     | 停靠《民族大順路口》           |
| 8041C               | 高雄客運   | 鳳山站－茄萣站                       | 停靠《民族大順路口》           |
| 8046A               | 高雄客運   | 高雄火車站－臺南火車站               | 停靠《民族大順路口》           |
| 8049                | 高雄客運   | 崗山頭－鳳山站                       | 停靠《民族大順路口》           |
| 8503                | 義大客運   | 高雄市政府（四維行政中心）－義大世界 | 停靠《民族大順路口》           |
| 高旗六龜快線（E25） | 高雄客運   | 高雄站－六龜新站                     | 停靠《民族大順路口》           |
| 高旗美濃快線（E28） | 高雄客運   | 高雄站－美濃站                       | 停靠《民族大順路口》           |
| 高旗甲仙快線（E32） | 高雄客運   | 高雄站－甲仙站                       | 停靠《民族大順路口》           |

### 公共自行車
- 高雄市公共自行車租賃系統：
  - 民族聯興路50巷口：民族一路/聯興路50巷口(西南側人行道)
  - 大順民族路口：大順一路/民族一路口(西北側人行道)
  - 民族大昌路口：民族一路/大昌一路口西側

## 外部連結
- （繁體中文）悅誠廣場 （页面存档备份，存于）
- 悅誠廣場的Facebook專頁